# Ива Дойчинова
Ива Дойчинова е български радио и телевизионен журналист.

## Биография
Учила е в 14-о СОУ, после записва Българска филология в СУ.
Водеща е на предаванията „Часът на мама“ и „Денят е прекрасен“ по Би Ти Ви, „Денят започва“ по БНТ. През 2003 – 2004 г. е водеща на „Искам работа“ по Нова телевизия. Радиокариерата ѝ започва през 1990-те години с обедния блок Трамвай „Желание“ по FM+. Aвтор и водещ на сутрешното предаване „Ива от сутрин до обед“ на Радио FM+ до август 2017 г. Водеща и по радио Европа – Новините сега от октомври 2017 г. През юни 2018 г. се присъединява към екипа на БНР като зам.-главен редактор на сутрешните предавания на „Христо Ботев“, а от юни 2020 г. до 2022 г. е директор на Радио „София“. От януари 2023 г. е програмен директор на Радио „Фокус“. Нейна е инициативата „Будител на годината“.
Наградена с „Рицар на книгата“ от Асоциация „Българска книга“ като един от журналистите с най-голям принос в отразяването на издателския бизнес в България.
Дойчинова е посланик на България в кампанията „1 опаковка – 1 ваксина“ на УНИЦЕФ за борба срещу тетануса в бедните страни по света.